# Megachile deceptrix
Megachile deceptrix är en biart som beskrevs av Smith 1879. Megachile deceptrix ingår i släktet tapetserarbin, och familjen buksamlarbin. Inga underarter finns listade i Catalogue of Life.